# Баграєв Созур Курманович
Созу́р Курма́нович Багра́єв (*18 червня 1888 Осетія, Російська імперія — †17 липня 1928, СРСР) — один з основоположників осетинської радянської поезії. В ранніх творах закликав народ до боротьби за визволення, викривав меншовиків, есерів, білогвардійців. Після перемоги Радянської влади писав про нове життя в Осетії. Збірка віршів «Двері серця» видана в 1926.

## Твори
- Заерди дуар, Жмдзэевгитае, Дзауджикау, 1949;

У рос. пер. — Стихи, Орджоникидзе, 1959.